# Памятники архитектуры Белгорода
Памятники архитектуры Белгорода — объекты недвижимого имущества со связанными с ними произведениями живописи, скульптуры, декоративно-прикладного искусства, объектами науки и техники и иными предметами материальной культуры, возникшие в результате исторических событий, представляющие собой ценность с точки зрения истории, археологии, архитектуры, градостроительства, искусства, науки и техники, эстетики, этнологии или антропологии расположенные в Белгороде.
| Логотип конкурса «Вики любит памятники» | Объект культурного наследия: № 3100025001 |

| Логотип конкурса «Вики любит памятники» | Объект культурного наследия: № 3110003000 |

| Логотип конкурса «Вики любит памятники» | Объект культурного наследия: № 3110001000 |

| Логотип конкурса «Вики любит памятники» | Объект культурного наследия: № 3100025002 |

| Логотип конкурса «Вики любит памятники» | Объект культурного наследия: № 3100000016 |

| Логотип конкурса «Вики любит памятники» | Объект культурного наследия: № 3100000017 |

| Логотип конкурса «Вики любит памятники» | Объект культурного наследия: № 3100000018 |

| Логотип конкурса «Вики любит памятники» | Объект культурного наследия: № 3100000019 |

| Логотип конкурса «Вики любит памятники» | Объект культурного наследия: № 3100000251 |

- Иоасафовский собор (1799 год) улица Попова, 56.
- Преображенский кафедральный собор (1813 год), архитектор Е. Л. Васильев улица Попова, 11-а.
- Крестовоздвиженский храм (1863 год) улица Везельская, 154.
- Польско-литовский костёл (начало XIX века), сохранилось только здание, используется не по назначению. Сейчас в нём располагается духовно-просветительский центр Святителя Иоасафа
- Канцелярия мирового судьи Курчанинова (XIX век) улица Пушкина, 17, 17-а
- Церковь Михаила Архистратига (XIX век) улица Донецкая, 84
- Особняк купца Гольцова (XIX век), расположен по адресу: улица Преображенская, 94, рядом с гостиницей «Центральная». Сегодня в этом здании располагается детское образовательное учреждение «Юность», в данный момент на реконструкции.
- Здание женской гимназии (начало XX века), расположено по адресу: бульвар Народный, 74, напротив универмага «Белгород». Построено в стиле эпохи классицизма. Ныне в этом здании расположен лицей № 9 г. Белгорода, а в годы Великой Отечественной войны размещался госпиталь. В 2008 году закончена реконструкция.
- Здание номеров Вейнбаума, с аптекой Когана и типографией (XIX век), расположено по адресу: Гражданский проспект, 41. В сегодняшние дни в нём находится управление культуры Белгородской области.
- Усадьба Волковой (XIX век), находится по адресу: улица Корочанская, 318, на северо-восточной окраине нынешних границ города.
- Здание женской гимназии Коротковой (XIX век), расположено по адресу: улица Преображенская, 66. Ныне в этом здании располагается областной психиатрический диспансер.
- Здание мужской гимназии (конец XIX века), находится по адресу: улица Преображенская, 74, через дорогу напротив Преображенского кафедрального собора. Построено в стиле классицизма, с некоторыми чертами эклектики. Сейчас в нём располагается социально-теологический факультет БГУ.
- Здание (XIX век) улица Преображенская, 102.
- Жилой дом (XIX век) улица Князя Трубецкого, 41.
- Жилой дом (XIX век) проспект Славы, 44.
- Жилой дом (XIX век) улица Пушкина, 21.
- Жилой дом (XIX век) улица Пушкина, 23.
- Жилой дом (XIX век) улица Пушкина, 25.
- Жилой дом (XIX век) улица Пушкина, 27.
- Водяной бак (1869 год) улица III Интернационала, 40.
- Бывший гимнастический зал (XIX век) Гражданский проспект, 23.
- Жилой дом (XIX век) Белгородский проспект, 69.
- Жилой дом (XIX век) Проспект Славы, 32.
- Жилой дом (XIX век) улица Преображенская, 39.
- Ворота у входа в Центральный парк культуры и отдыха и административное здание (50-е годы XX век) улица Николая Островского.
- Административное здание (50-е годы XX века) Соборная площадь, 4.
- Административно-общественное здание (50-е годы XX века) улица Попова, 24.
- Здание Белгородского государственного академического драматического театра им. М. С. Щепкина (1959 год) Соборная площадь, 1

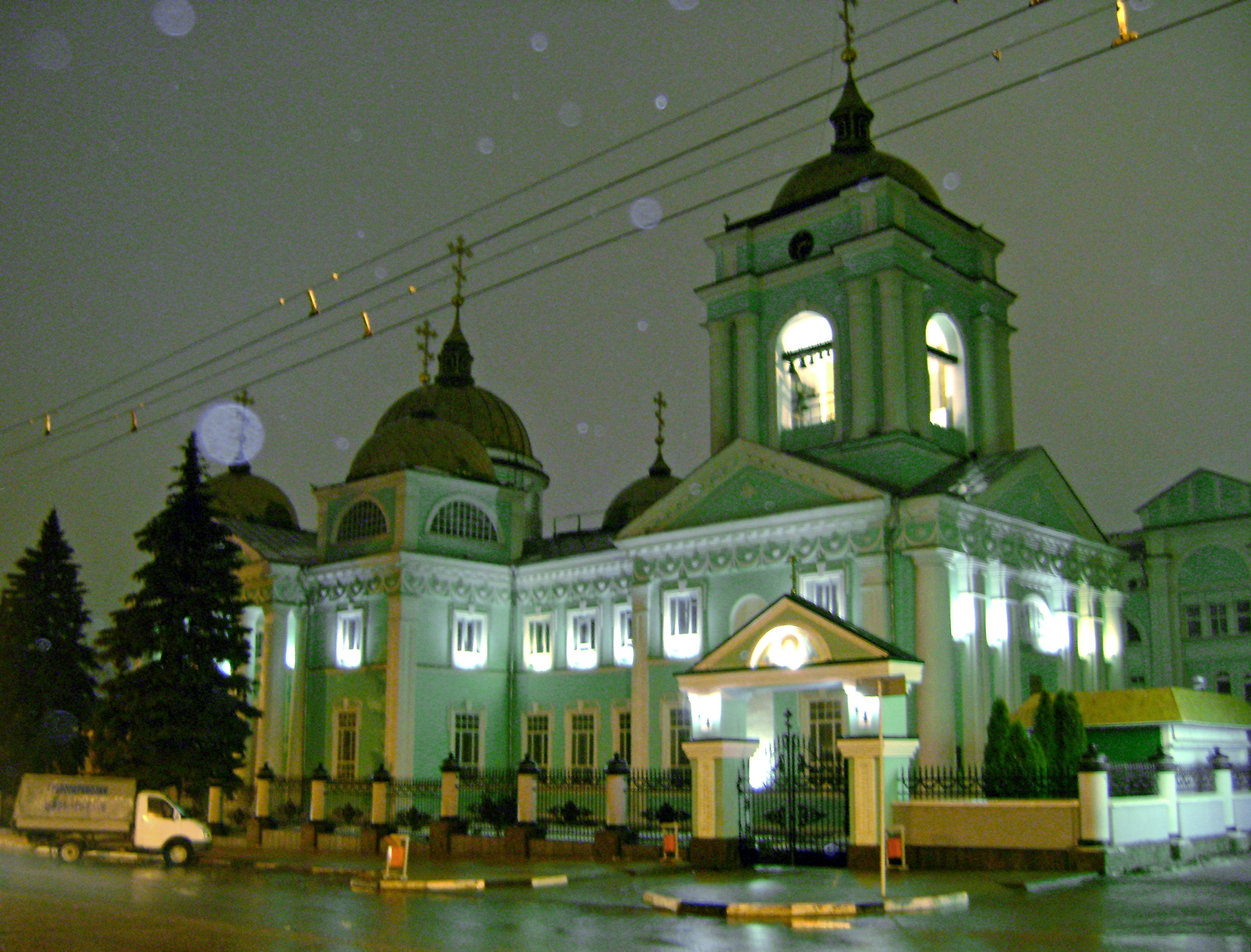
Преображенский кафедральный собор ночью

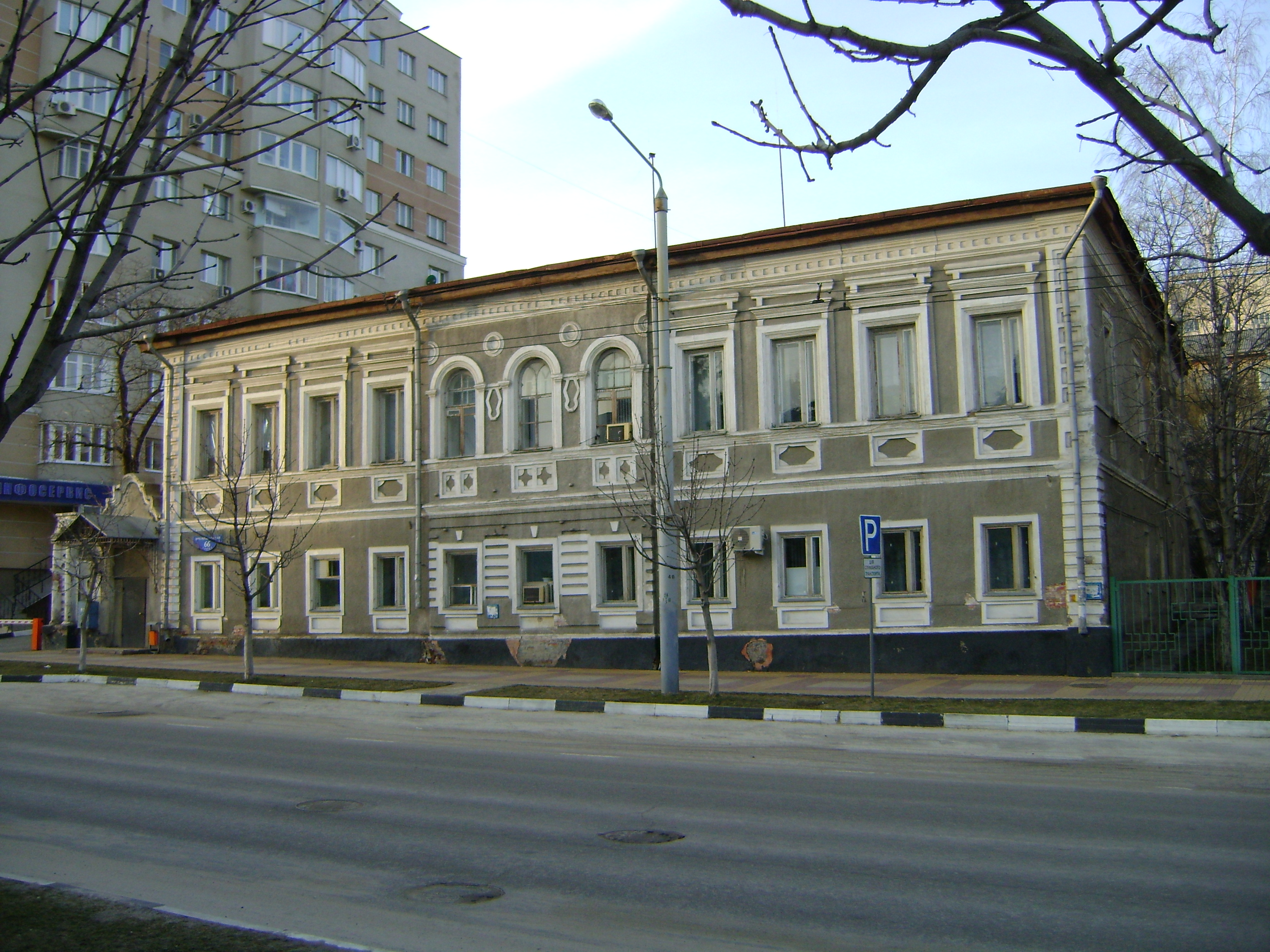
Женская гимназия Коротковой, ныне Психиатрический диспансер

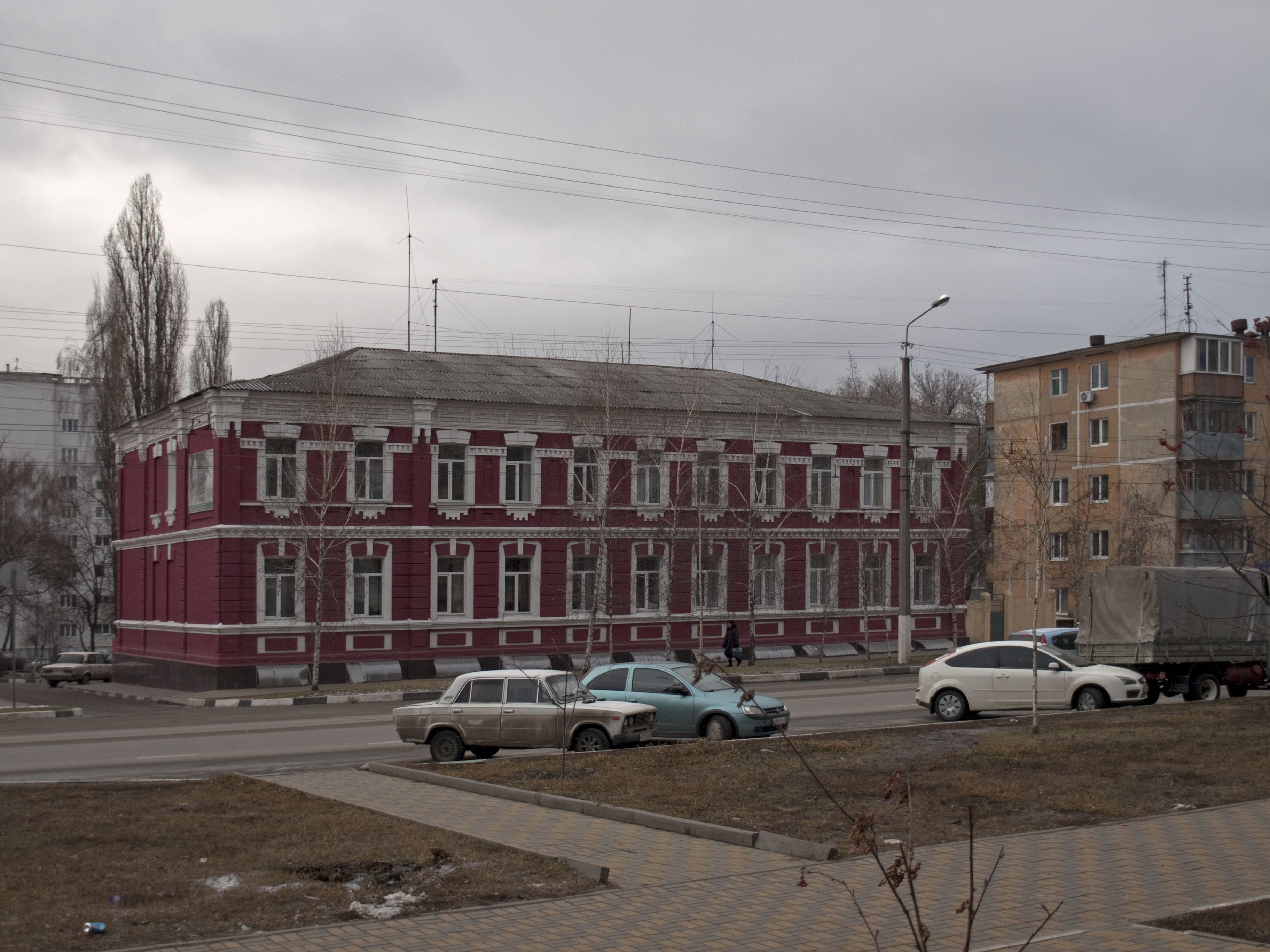
Белгородский проспект, 69

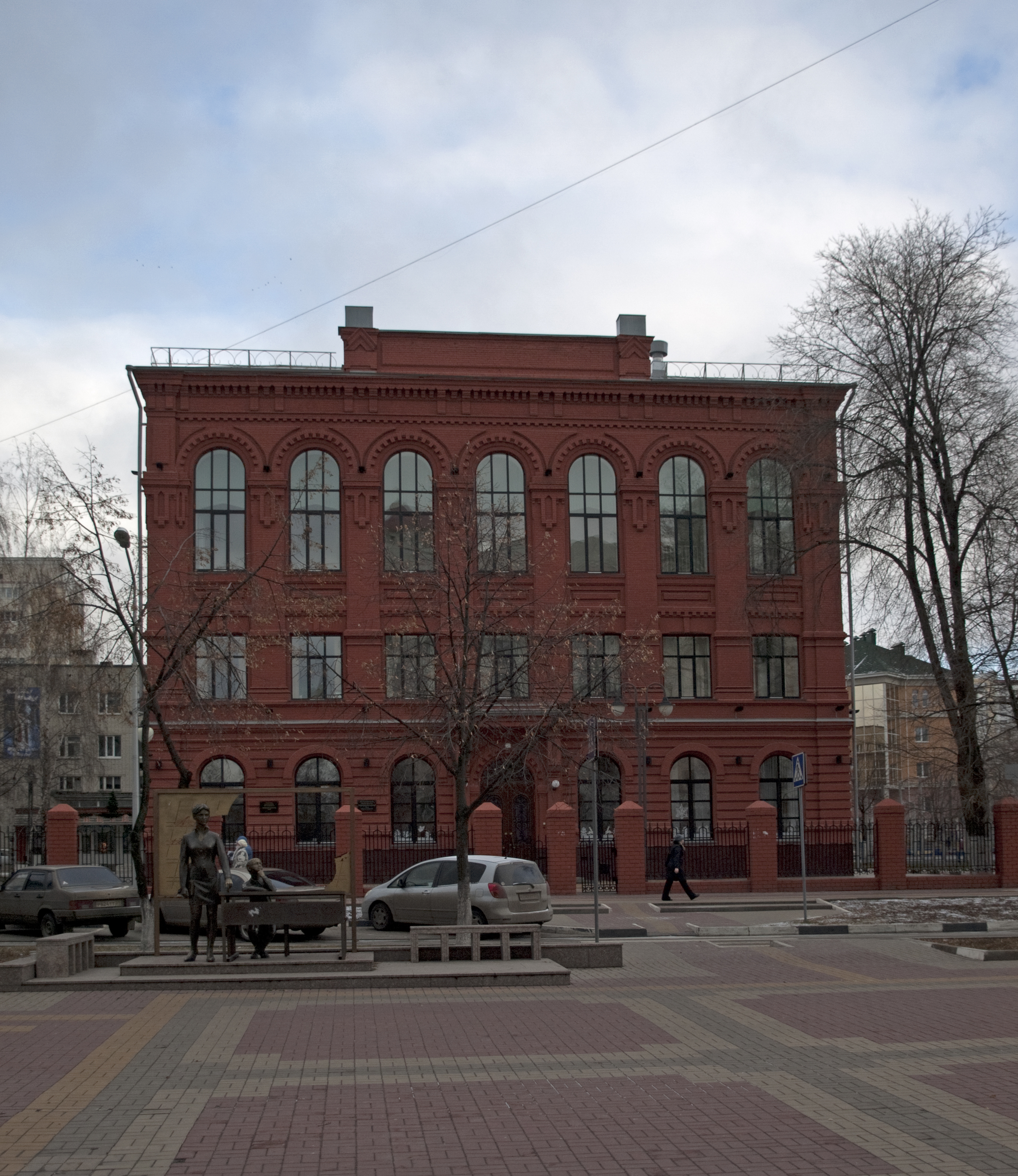
Здание женской гимназии по адресу Народный бульвар, 74

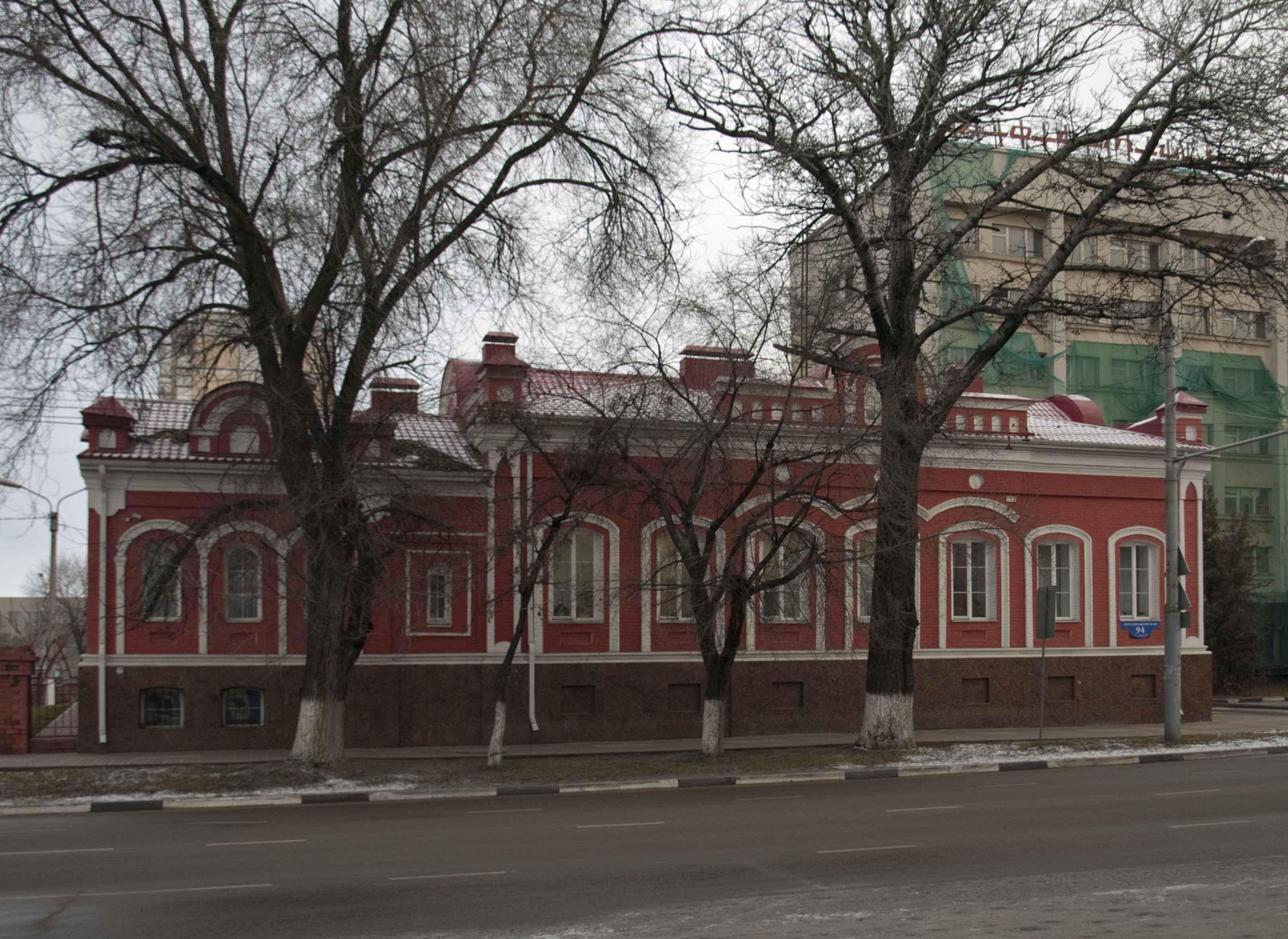
Особняк купца Гольцова

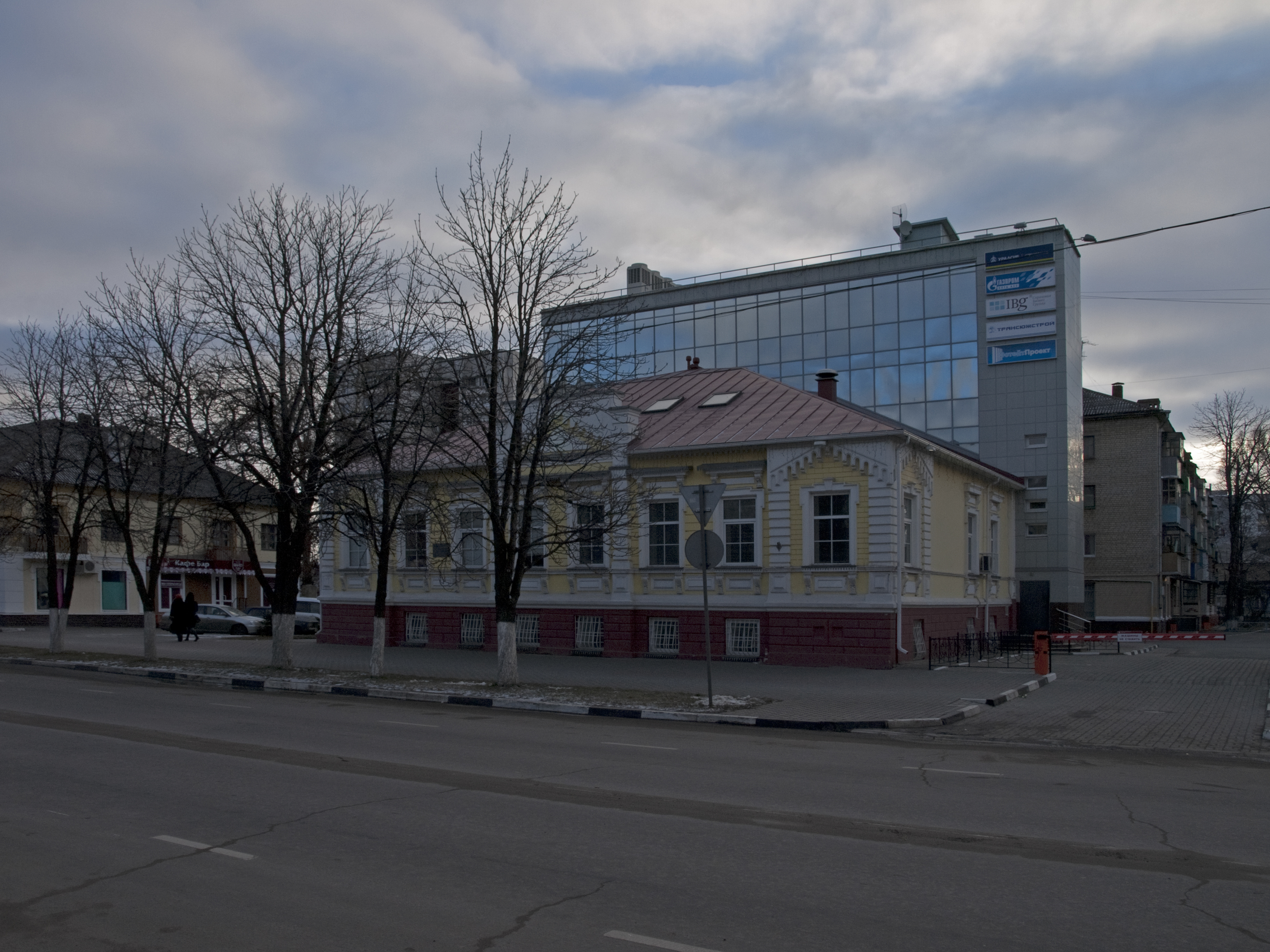
Бывший гимнастический зал

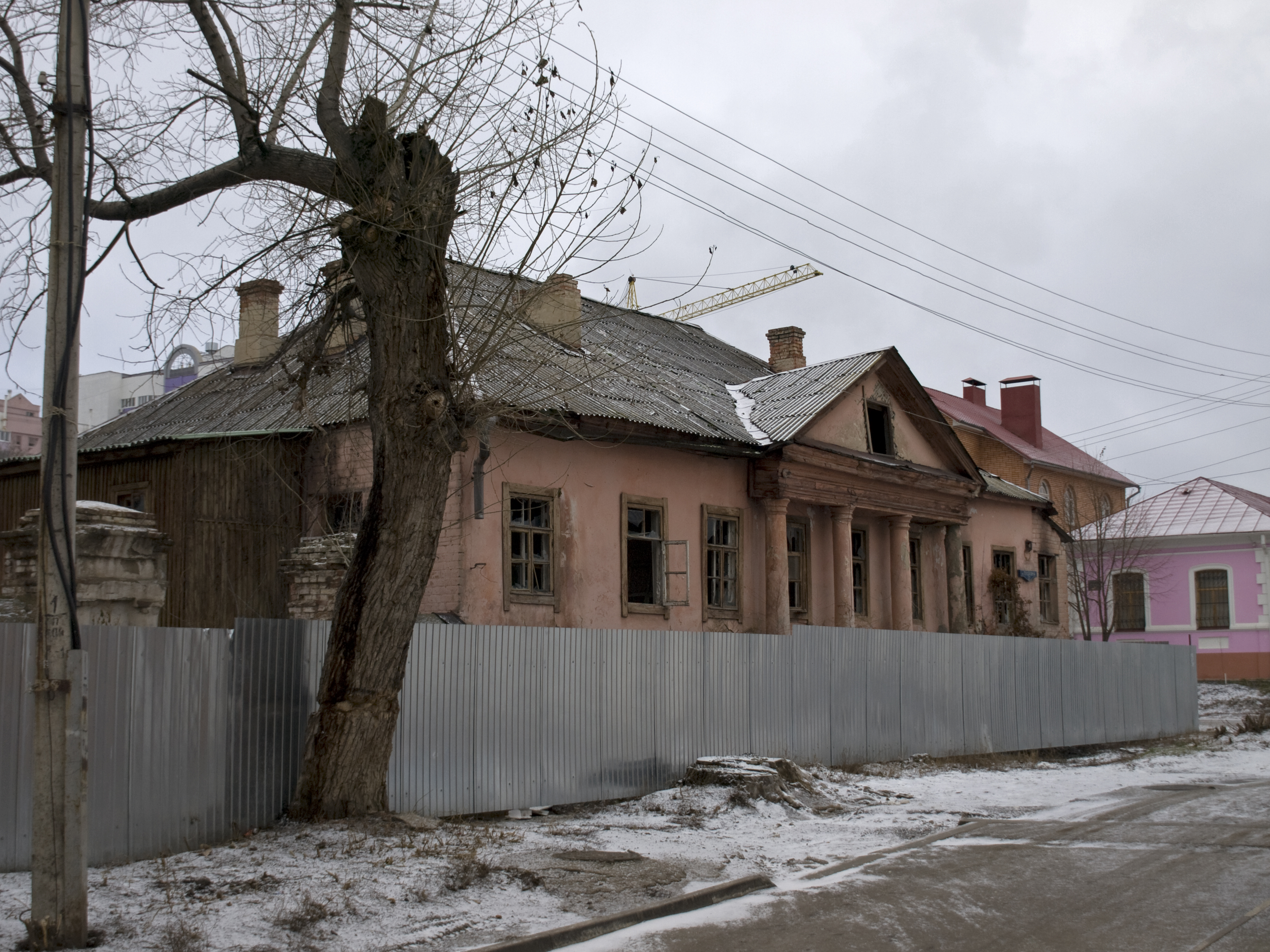
Канцелярия мирового судьи Курчанинова

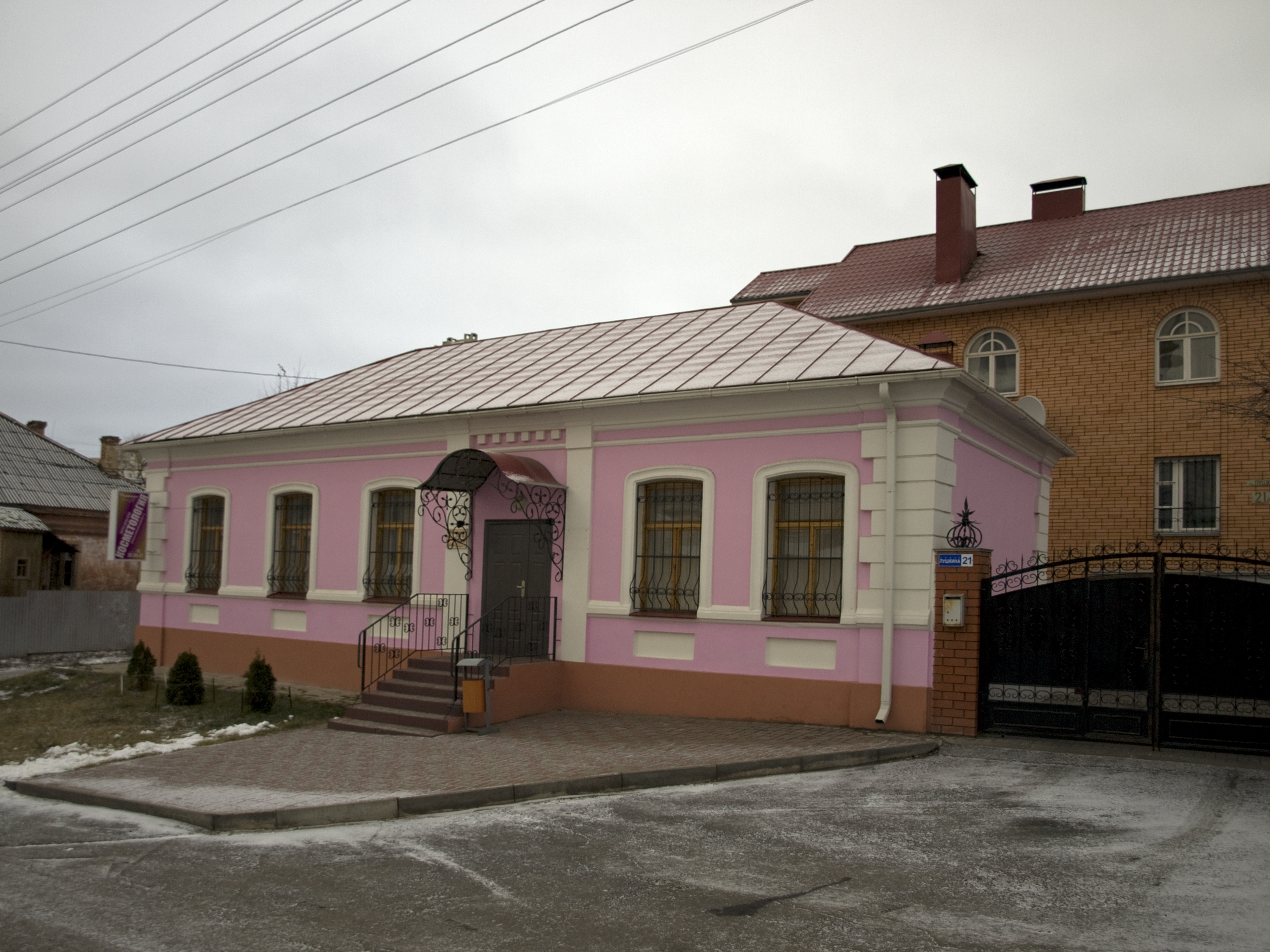
Улица Пушкина, 21

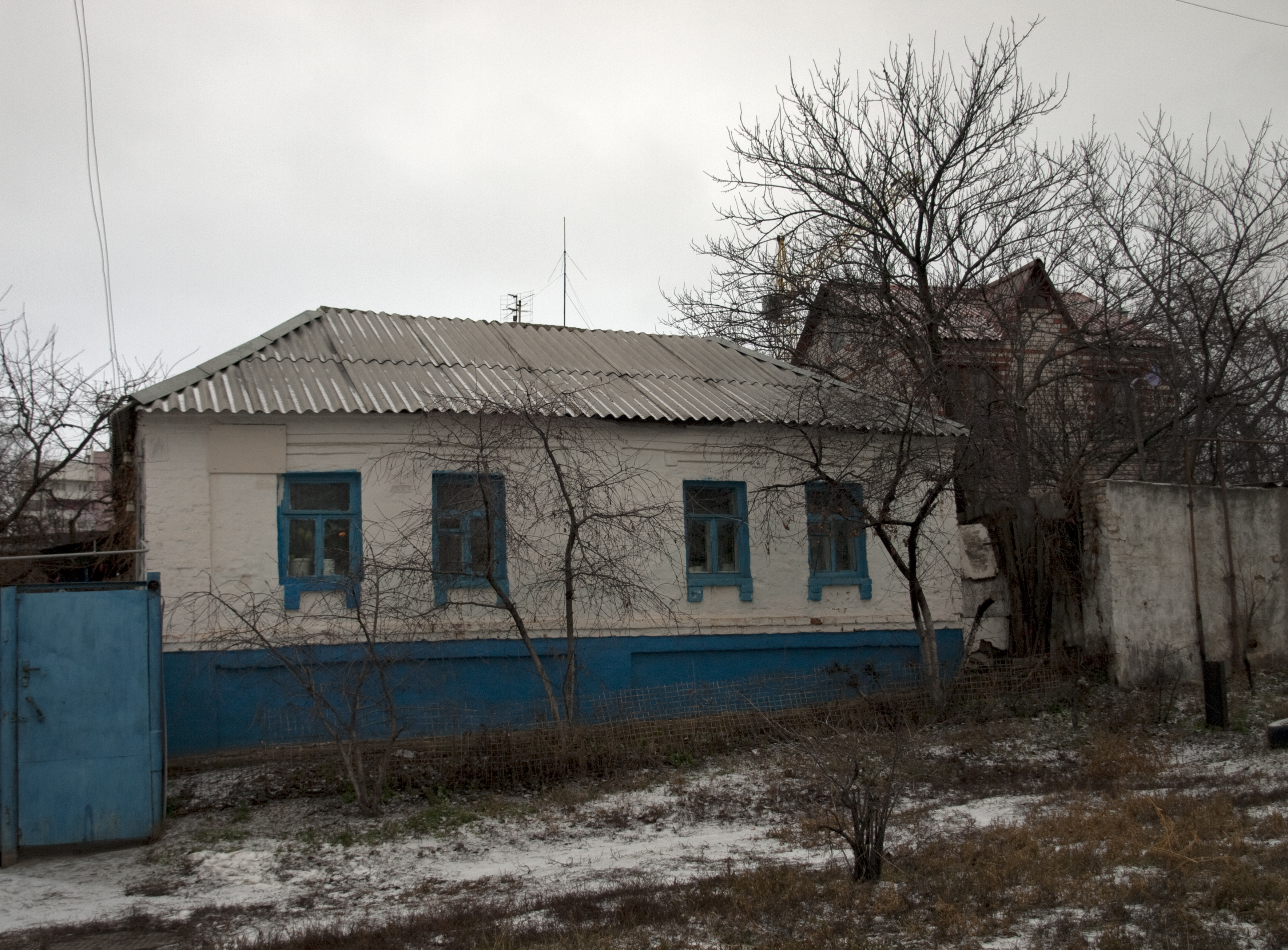
Улица Пушкина, 23

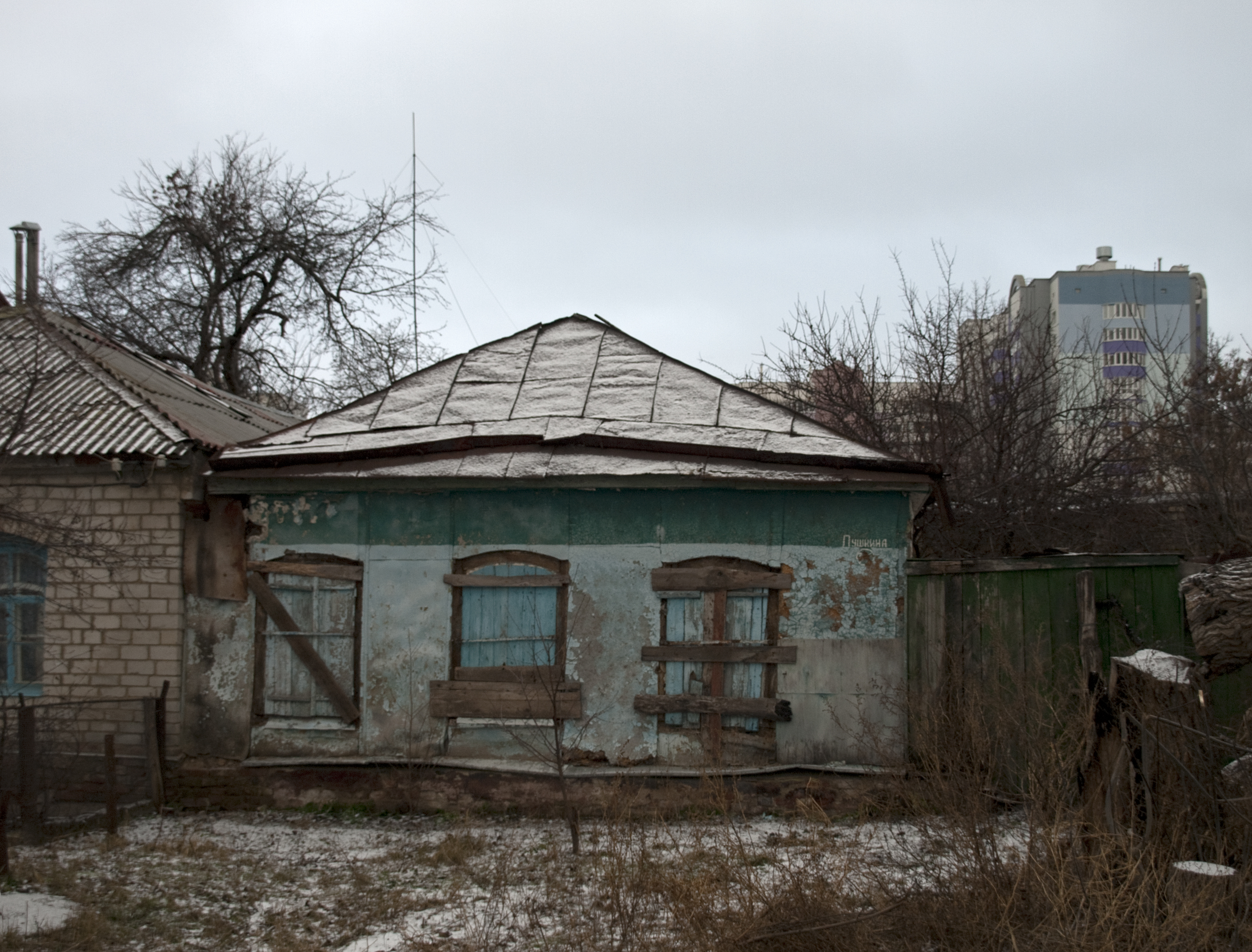
Улица Пушкина, 25

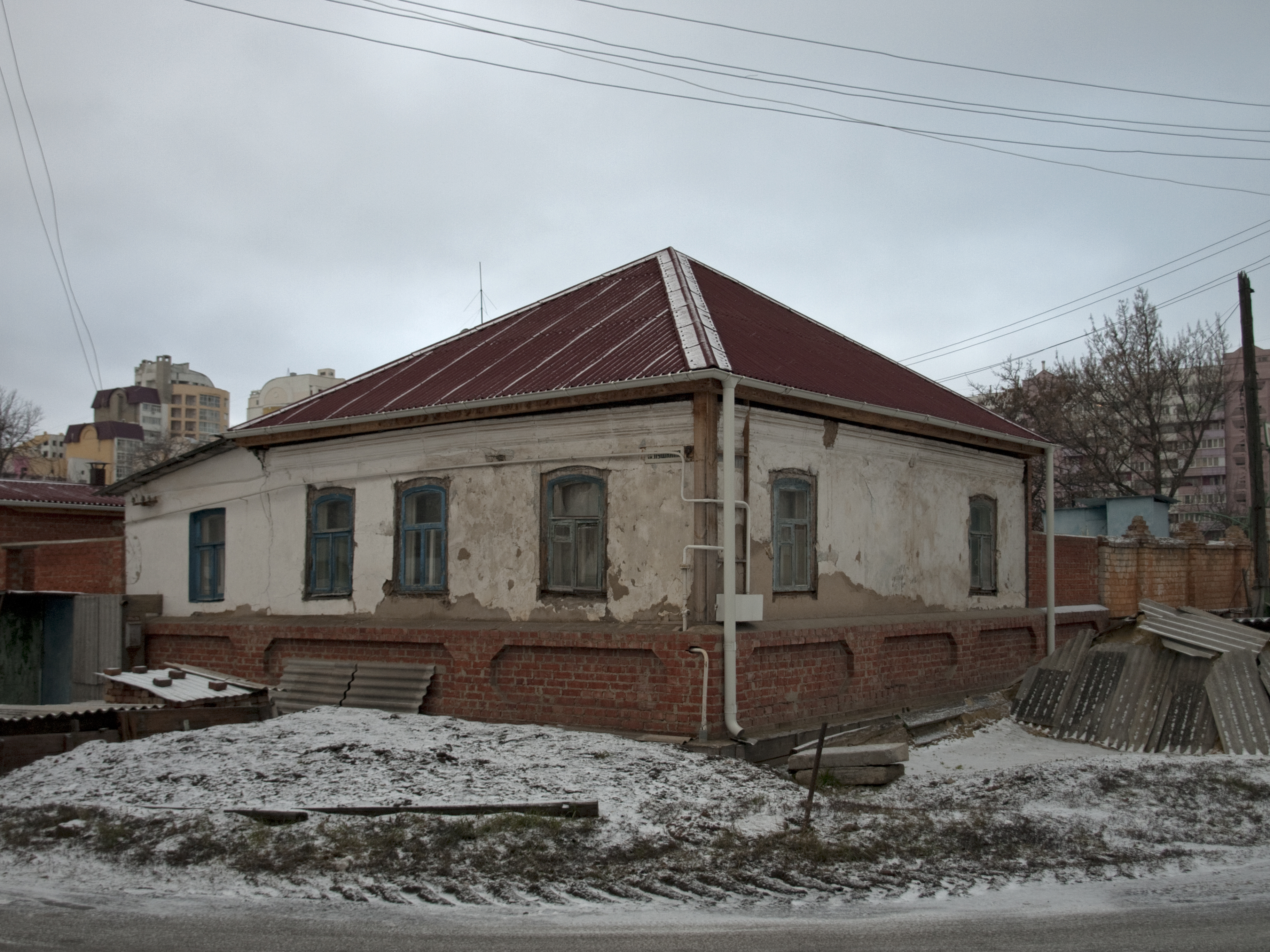
Улица Пушкина, 27

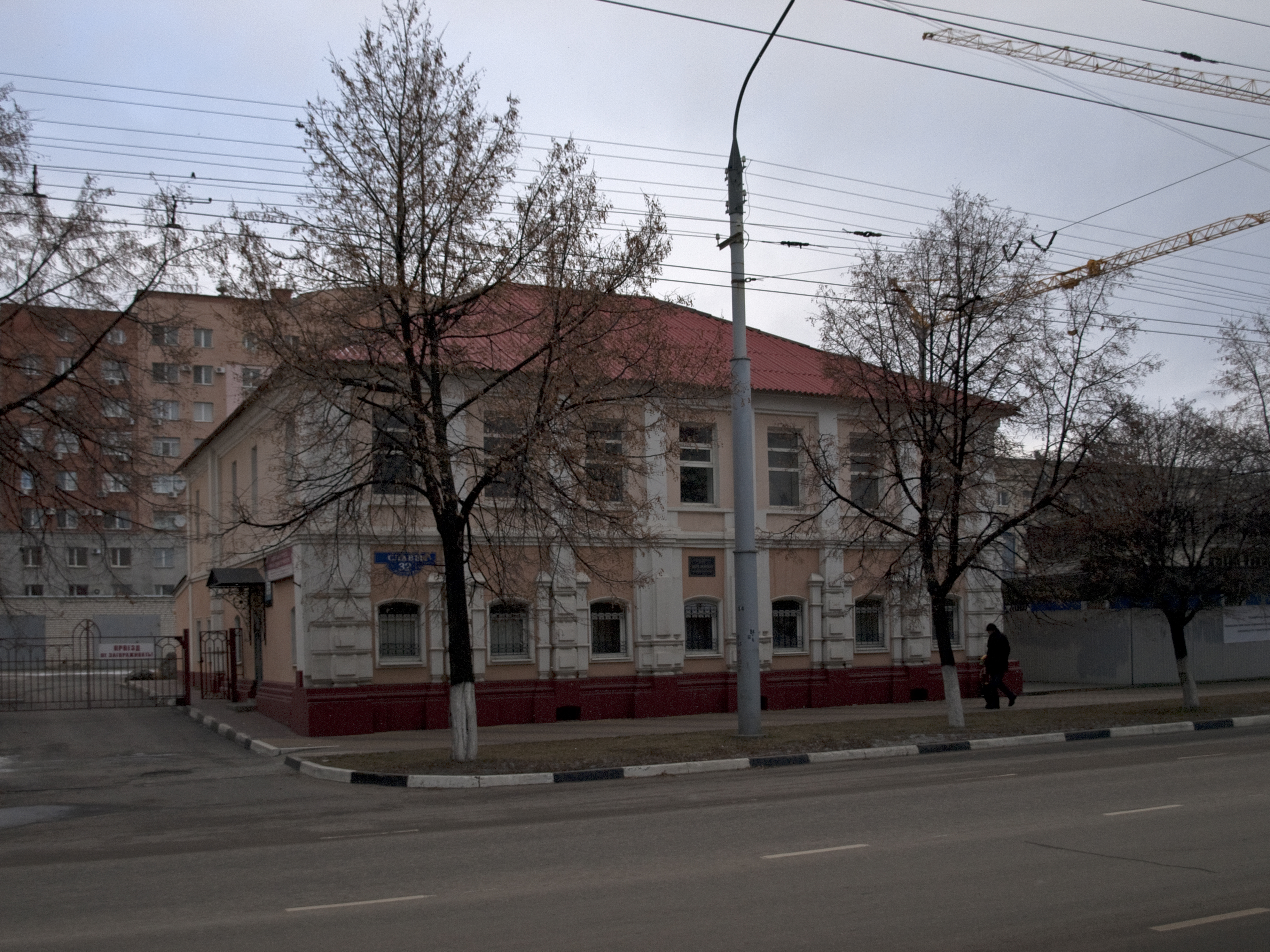
Проспект Славы, 32

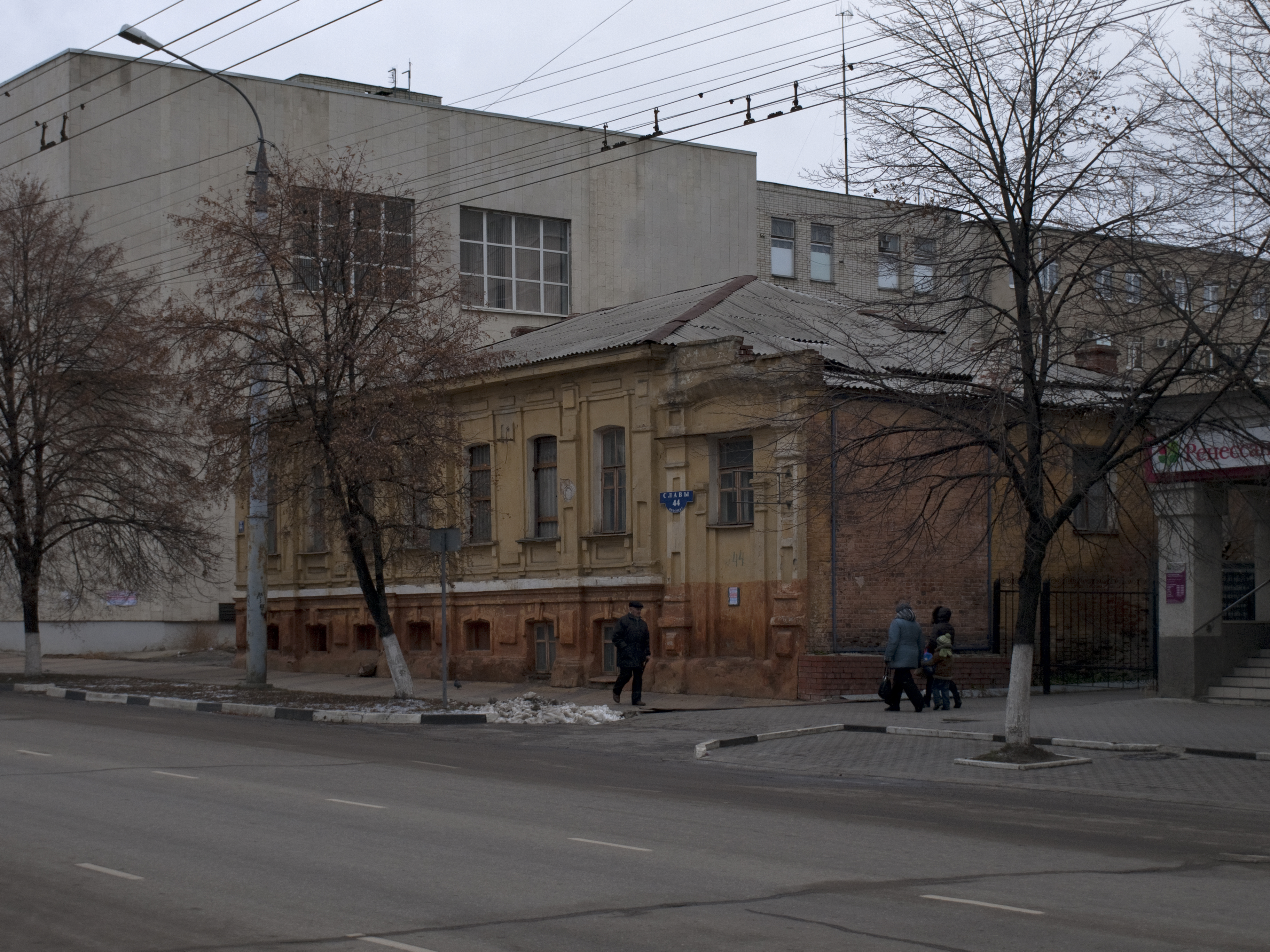
Проспект Славы, 44

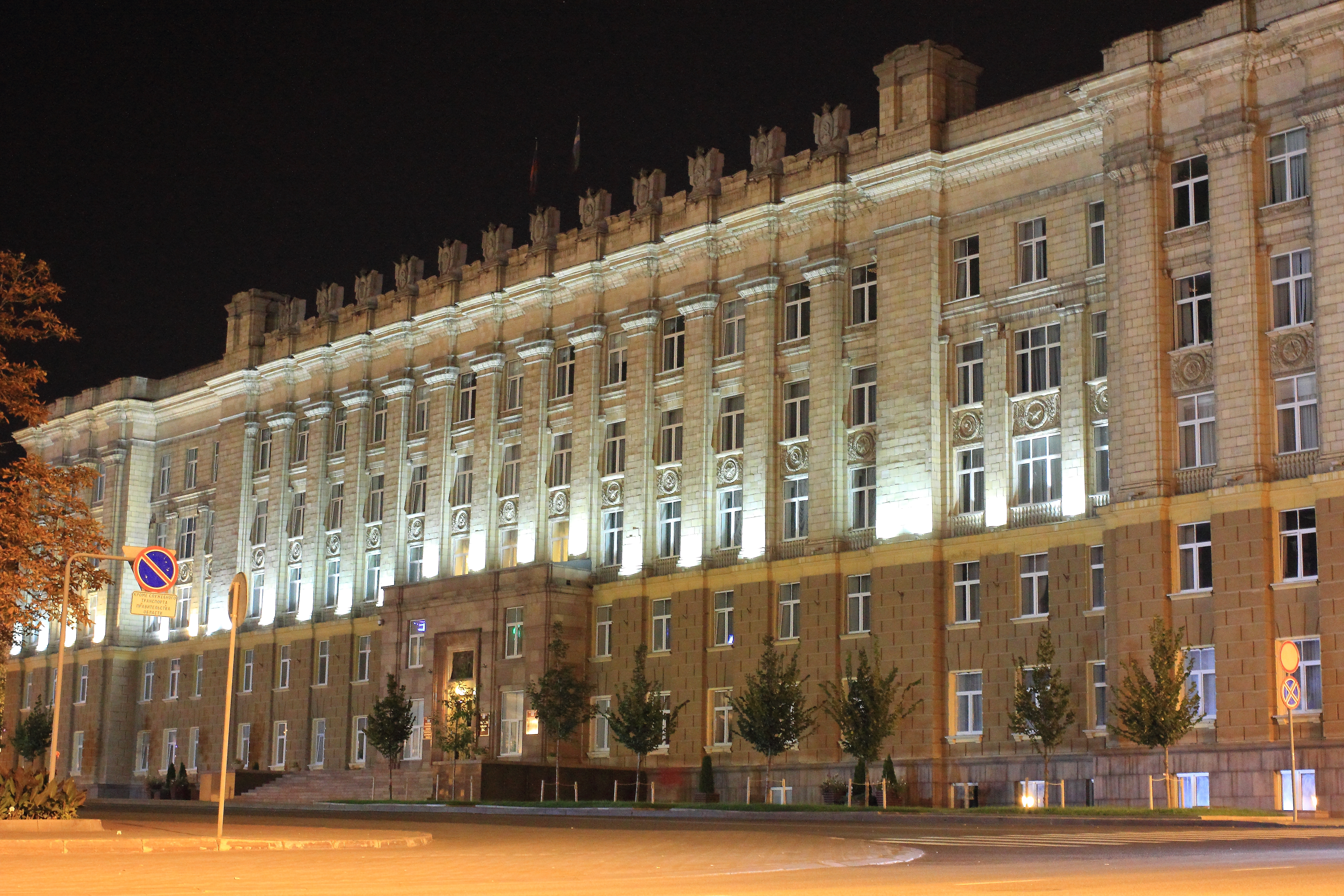
Административное здание Соборная площадь, 4

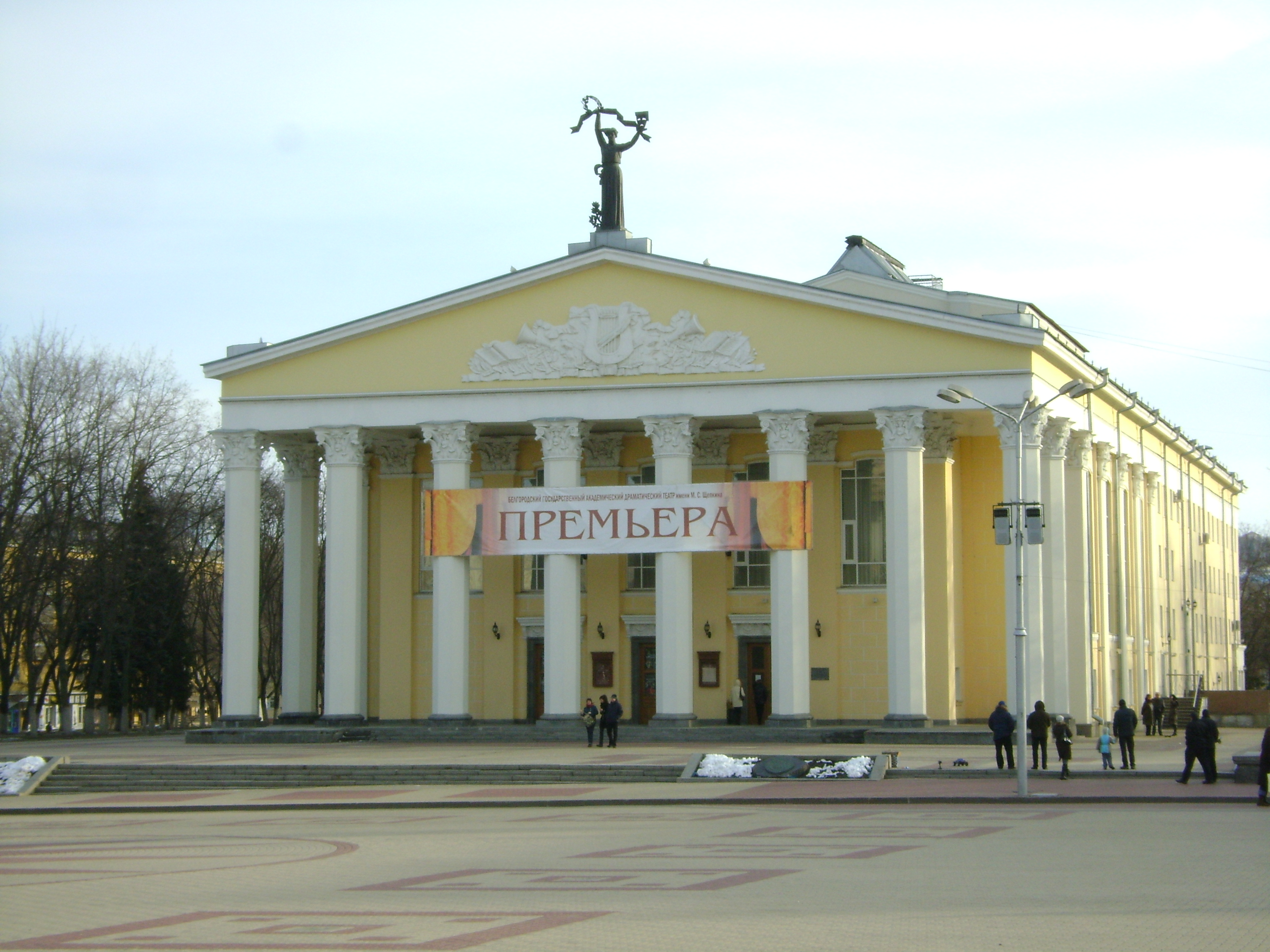
Белгородский государственный академический драматический театр им. М. С. Щепкина

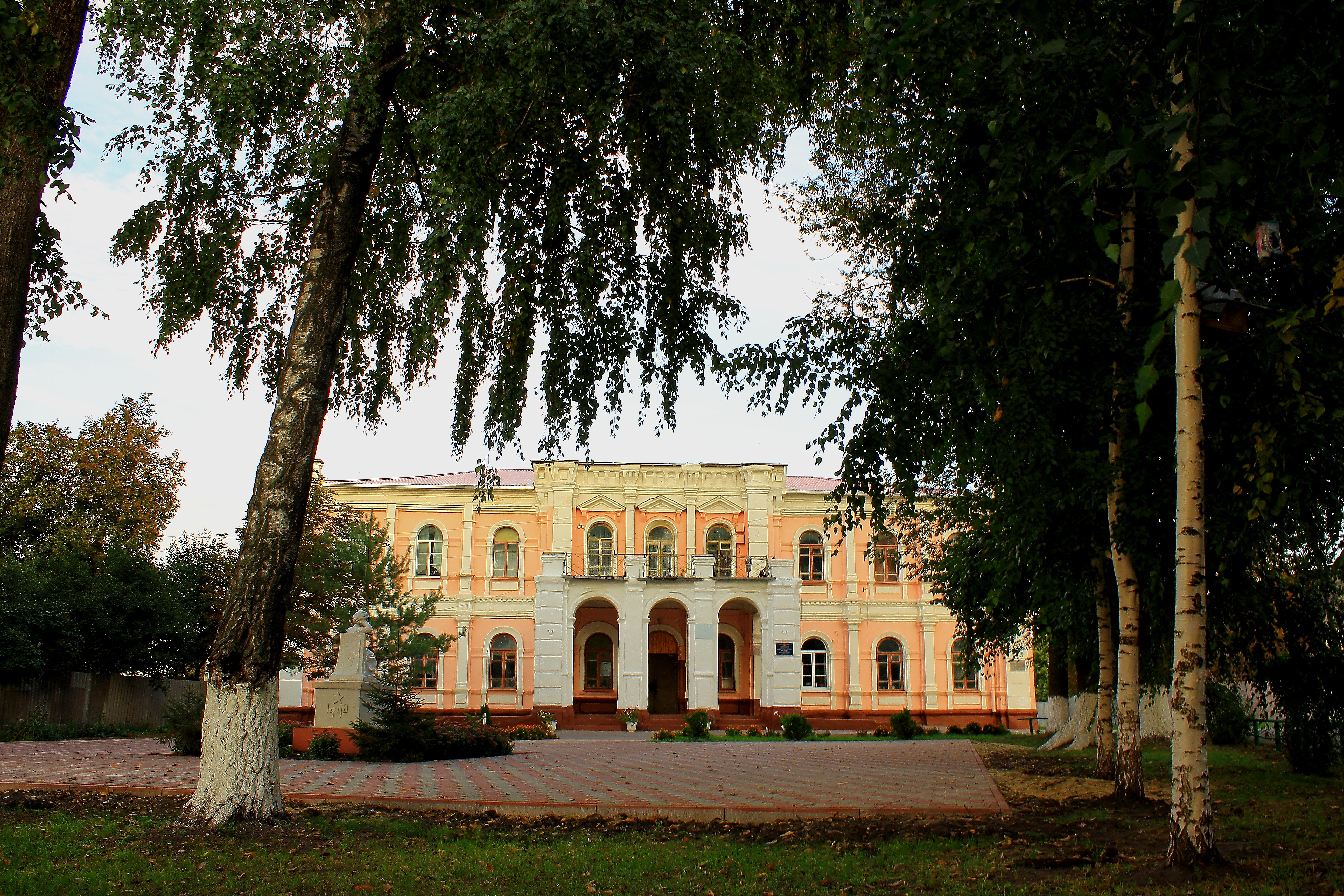
Усадьба Волковой

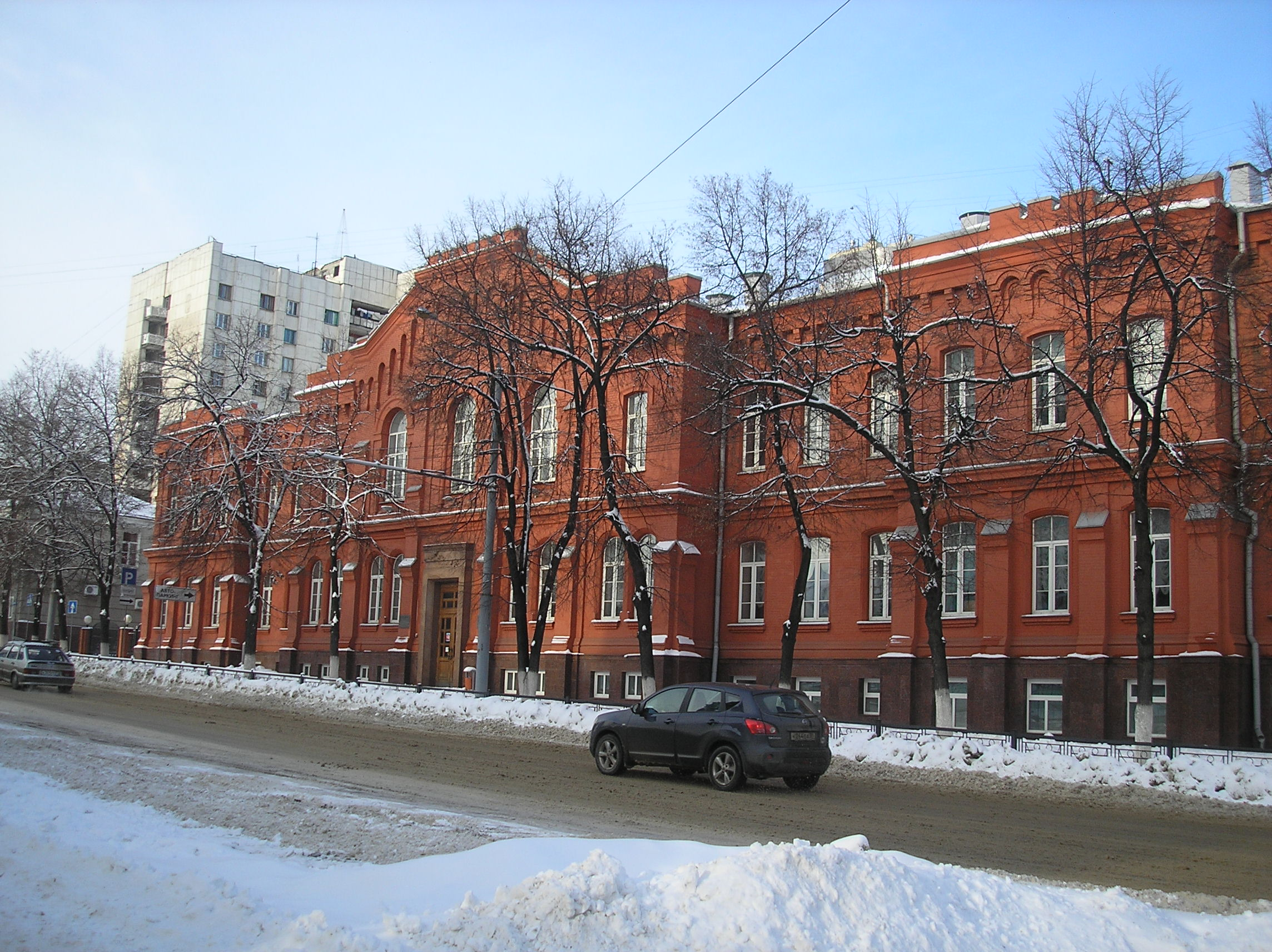
Здание мужской гимназии

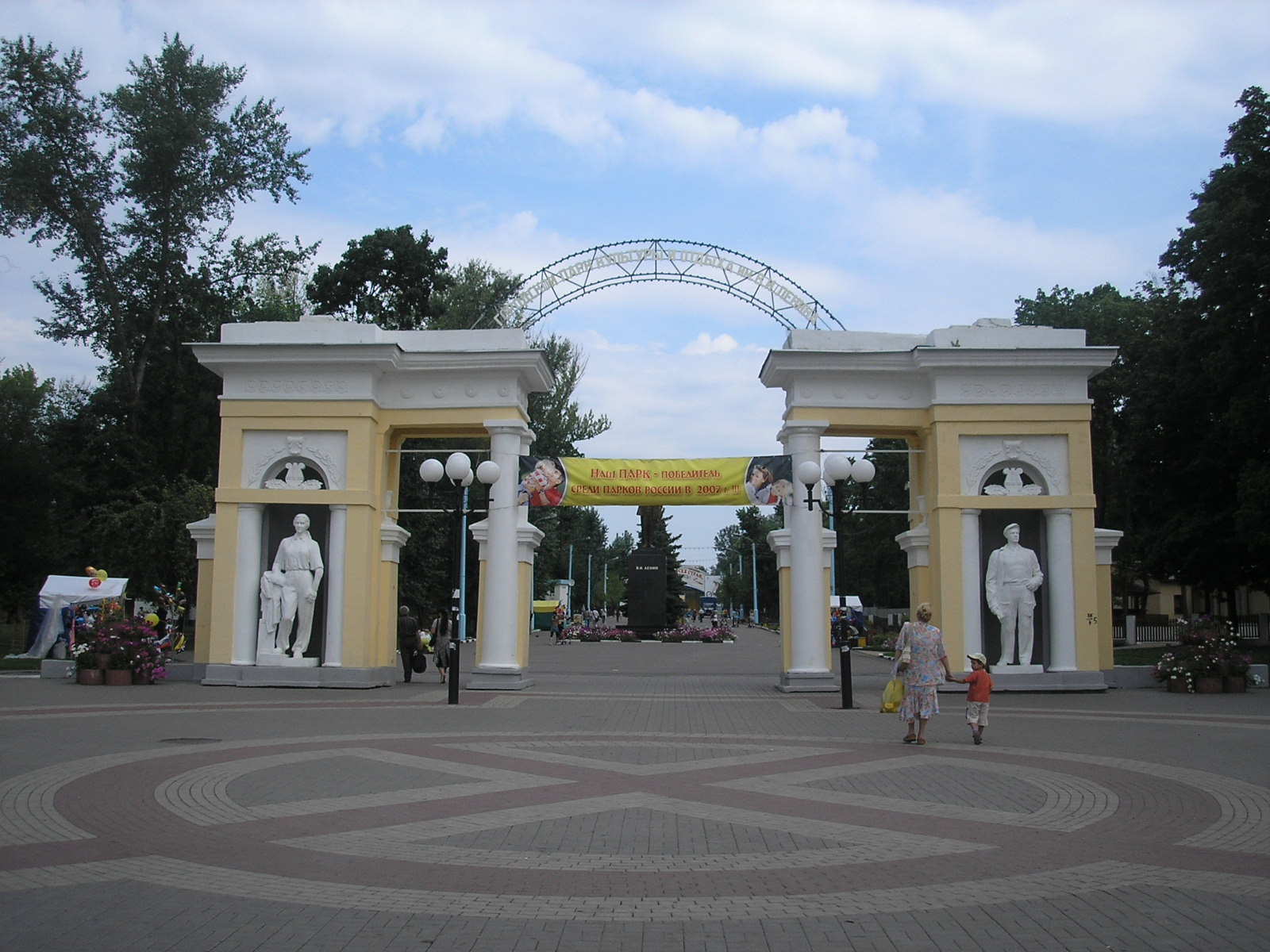
Ворота у входа в Центральный парк культуры и отдыха